# Gotthard Sachsenberg

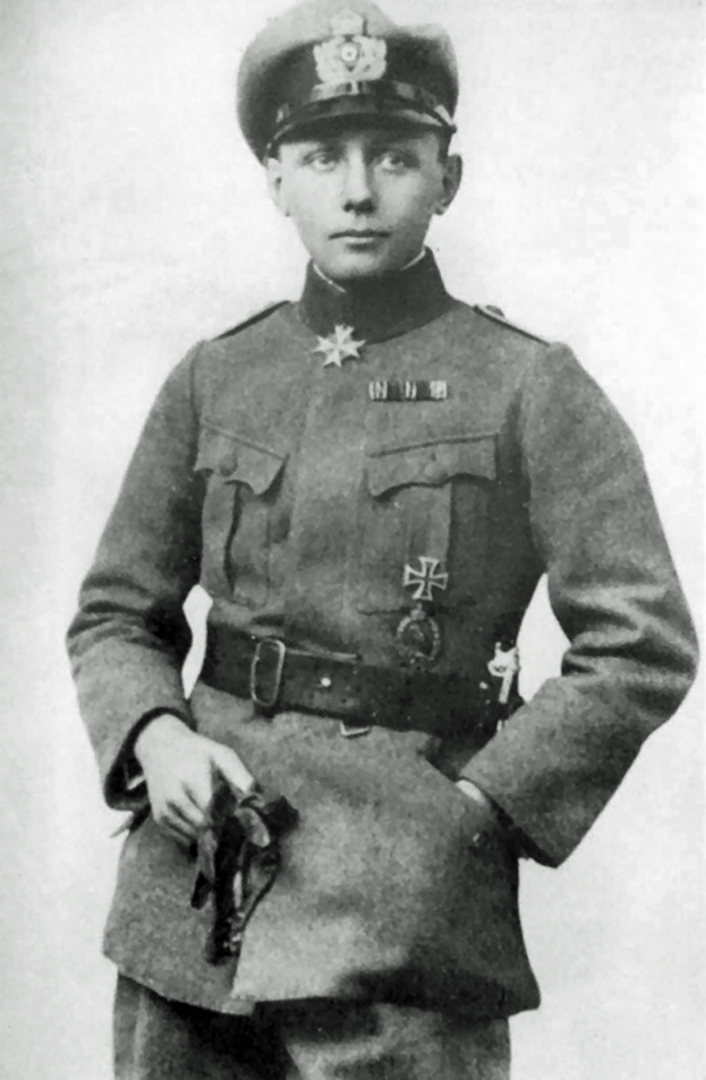
Gotthard Sachsenberg im Ersten Weltkrieg mit Pour le Mérite

Gotthard Sachsenberg (* 6. Dezember 1891 in Roßlau; † 23. August 1961 in Bremen) war ein deutscher Korvettenkapitän sowie Unternehmer und Politiker (Wirtschaftspartei).

## Leben

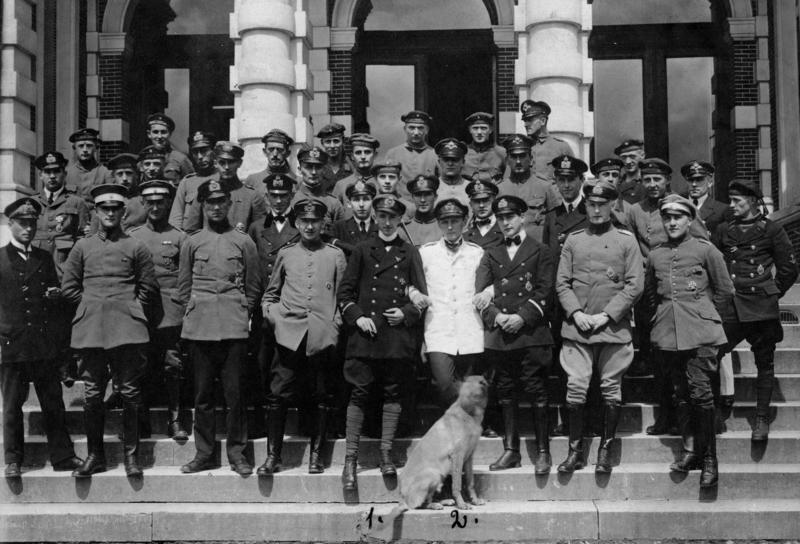
(1) Theodor Osterkamp und
(2) Gotthard Sachsenberg (in der weißen Jacke) mit Kameraden (September 1918).

Gotthard Sachsenberg war der Sohn des Geheimen Kommerzienrates Dr.-Ing. h. c. Gotthard Sachsenberg sen. Nach dem Volksschulabschluss, dem Besuch der Realgymnasien in Dessau und Schnepfenthal sowie dem Abitur 1913 am Realgymnasium in Eisenach studierte er zunächst Nationalökonomie. Kurz darauf trat er am 1. April als Seekadett in die Kaiserliche Marine ein, absolvierte seine Grund- und Bordausbildung auf dem Schulschiff Hertha und wurde dann an die Marineschule kommandiert.
Als der Erste Weltkrieg ausbrach, war er zunächst an Bord des Linienschiffes Pommern eingesetzt. Im September 1914 meldete er sich freiwillig zum Dienst beim Marine-Fliegerkorps als Beobachter und absolvierte von Dezember 1914 bis Oktober 1915 erst eine Beobachterausbildung in Johannisthal sowie eine Jagdfliegerausbildung an der Kampfeinsitzerschule Mannheim. Am 14. Oktober 1915 wurde er zum Leutnant zur See befördert und als Beobachter und Jagdflieger der Marinefliegertruppe Flandern eingesetzt. 1917/18 war Sachsenberg Kommandeur des von ihm gegründeten Marine-Jagdgeschwaders Flandern (Kampfgeschwader Sachsenberg). Für seine militärischen Leistungen wurden ihm das Eiserne Kreuz beider Klassen, das Ritterkreuz des Königlichen Hausordens von Hohenzollern mit Schwertern und nach seinem 15. Luftsieg am 5. August 1918 die höchste preußische Tapferkeitsauszeichnung, der Orden Pour le Mérite, verliehen. Am 29. Oktober 1918 besiegte er seinen letzten, seinen 31. Gegner.
Nach Kriegsende kämpfte das Geschwader Sachsenberg in Lettland auf der Seite der lettischen Unabhängigkeitsbewegung um Kārlis Ulmanis. Sachsenberg unterstützte den Einsatz von Junkers-Flugzeugen, woraufhin er 30 Maschinen vom Typ Junkers J 9 und 15 J 10 erhielt.
Er schied im Oktober 1919 aus dem Militärdienst aus und war 1920/21 Gründer und Leiter der Ostdeutschen Landwerkstätten GmbH (OLA) in Seerappen, die ehemaligen Heeresangehörigen, vornehmlich Handwerkern und Landwirten, den Übergang in die bürgerlichen Berufe erleichtern sollte. Gleichzeitig fungierte er von November 1919 bis zur Auflösung des Unternehmens im April 1921 als Geschäftsführer der von Junkers, Albatros und dem Norddeutschen Lloyd gegründeten Lloyd Ostflug GmbH in Königsberg. Seit 1921 war er Mitarbeiter von Professor Hugo Junkers auf dem Gebiet der Organisation der deutschen und internationalen Luftfahrt, zunächst als Verwaltungskaufmann, später als Direktor der Abteilung Luftverkehr. Nach der Verstaatlichung der Junkers-Luftverkehrs AG leitete er in Berlin die Vertriebsabteilung der Dessauer Junkers Flugzeugwerke. Außerdem war er Aufsichtsratsmitglied der Oberschlesischen Luftverkehrs AG.
Sachsenberg trat in den 1920er-Jahren in die Wirtschaftspartei ein. Bei der Reichstagswahl im Mai 1928 wurde er für die Wirtschaftspartei in den Deutschen Reichstag gewählt. Sachsenberg war bis Juli 1932 Mitglied des Reichstages, zeitweise auch als Mitglied des Verkehrsausschusses. Im Parlament vertrat er die Wahlkreise Breslau und Liegnitz.
Er war Teilnehmer beim Treffen der Harzburger Front am 11. Oktober 1931 und traf sich darauf, laut einem Schreiben von Magnus von Levetzow, am 13. Oktober 1931 erst mit Alfred Hugenberg und am Abend mit Adolf Hitler.
Ab 1934 leitete er die familieneigene Schiffswerft Gebrüder Sachsenberg AG in Roßlau (Elbe). Am 7. Juli 1934 wurde er auf Befehl von Reichsluftfahrtminister Hermann Göring verhaftet und anschließend mehrere Wochen im KZ Lichtenburg interniert. Nach Ausbruch des Zweiten Weltkrieges wurde ihm die Leitungsbefugnis entzogen, da er sich geweigert hatte, das Unternehmen auf Kriegsproduktion umzustellen.
Anfang der 1940er-Jahre fungierte Sachsenberg als Geschäftsführer der Sachsenberg-Tochterfirma Land- und See-Leichtbau GmbH mit Sitz Berlin. Ferner war er Aufsichtsratsmitglied der Gebrüder Sachsenberg AG sowie der Deutschen Vacuum Oel AG in Hamburg.
Am 1. Februar 1941 wurde er mit dem Dienstgrad Kapitänleutnant zur Verfügung der Kriegsmarine gestellt und war in der Folgezeit u. a. als technischer Sachverständiger im Amt Ausland/Abwehr und als Leiter der Frontreparaturwerke in Nikolajew tätig.
Nach Kriegsende 1945 siedelte Sachsenberg nach Westdeutschland über und widmete sich zusammen mit einem ehemaligen Junkers-Mitarbeiter dem Aufbau verschiedener Unternehmungen, unter anderem dem Bau von Tragflächenbooten in der Schweiz und in Bremen. Darüber hinaus war er Initiator des Deutschen Grünen Kreuzes sowie Mitbegründer der Biologischen Arbeitsgemeinschaft in Lich, der heutigen BAG Health Care GmbH. Sachsenberg starb am 23. August 1961 in Bremen an den Folgen einer Herzerkrankung.

## Stiftung
Die Hans Peter, Klaus Sachsenberg-Stiftung wurde 1972 zu seinem Gedenken in Gotthard Sachsenberg-Stiftung umbenannt. Vorstandsvorsitzende waren sukzessive der Ingenieur und Münchener Flugzeugführer Wilhelm Sachsenberg (1904–1996), Gert Sachsenberg (1924–2001) und Klaus Joachim Sachsenberg (1927–2011).